# Type 9 SNCB
La Type 9 des chemins de fer belges (SNCB) est une locomotive à vapeur pour trains express de type Ten wheel (disposition d'essieux 230) mise en service de 1909 à 1914.

## Genèse
Au début du XXe siècle, les Chemins de fer de l'État belge emploient principalement des machines à deux essieux moteurs pour le service des trains de voyageurs et les seules ten wheel en service sont les machines type 35 utilisées sur la Ligne du Luxembourg : des machines à cylindres intérieurs dérivées des 030 du type 32.
Une première série de 42 ten wheel compound de Glehn pour trains express lourds à roues de 1 800 mm (type 8) est mise en service de 1905 à 1907.
L’invention de la surchauffe incita Jean-Baptiste Flamme à commander en 1905 quatre prototypes de ten wheel à grandes roues livrés par La Meuse (pour les machines à simple expansion) et Cockerill (pour les machines compound) dans le but de comparer les résultats de machines compound ou à simple expansion avec ou sans surchauffe.

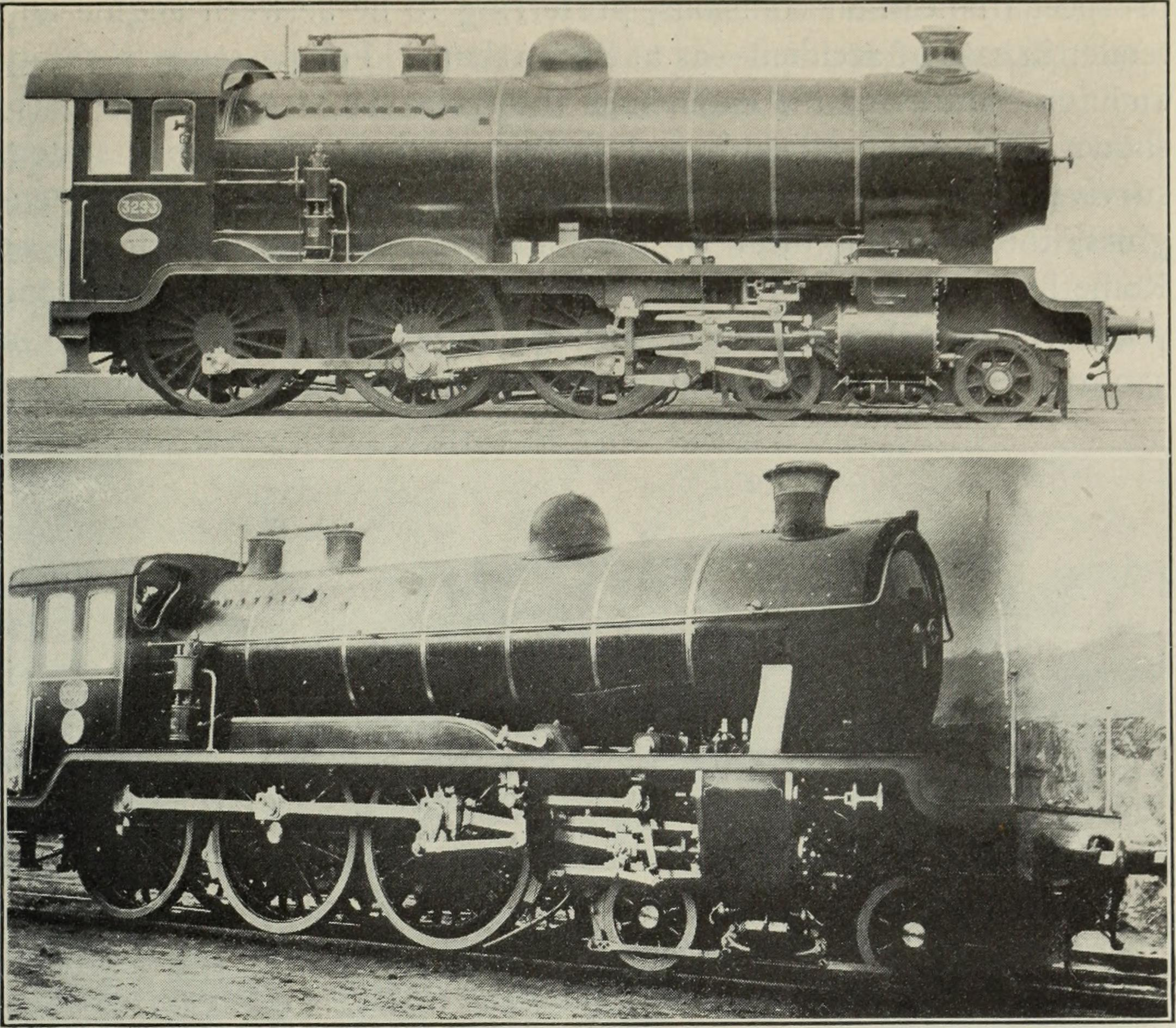
En haut, une Type 19^{bis} à surchauffeur Cockerill ; en bas, la 3302, prototype du Type 9 à vapeur saturée.

- La 3302, une machine à quatre cylindres simple expansion à vapeur saturée ;
- La 3303, pratiquement identique mais munie d’un surchauffeur Schmidt dans les tubes ;
- Les deux autres, d’aspect légèrement différent, étaient des machines compound avec et sans surchauffeur qui préfigureront le type 19bis, elles connaîtront un succès mitigé dû à leur surchauffeur expérimental placé dans la boîte à fumée.

Les deux machines à simple expansion donnant satisfaction, surtout celle équipée de surchauffe, il est donc décidé de commander une série de 64 machines de type 9 livrées entre 1909 et 1914. Elles dérivent de ce prototype avec comme seules différences les dimensions des cylindres et le nombre de tubes dans la chaudière.
En 1909 la machine prototype 3302 (qui avait entre-temps été équipée d’un surchauffeur Schmidt) et la 3303 sont immatriculées dans la même série que les type 9 mais ces deux machines légèrement différentes seront radiées en 1921 et 1925.

## Caractéristiques
La type 9 est la première machine à quatre cylindres simple expansion mise au point par Jean-Baptiste Flamme. Il réutilisera cette disposition sur les type 10 et 36 avec comme différence notable que les quatre cylindres n’attaqueront plus le premier essieu moteur.
À partir de 1928, les type 9 reçoivent un réchauffeur d’eau ACFI, ainsi que des écrans pare-fumée en 1935.

## Services effectués
Elles sont initialement affectées aux dépôts de Bruxelles-Nord et Liège et Verviers puis Gand et Mons pour les dernières sorties d’usine. Plusieurs machines étaient toujours en cours de finition en 1914 lors de l’invasion allemande.
On les voyait en service express sur toutes les grandes lignes du réseau (sauf la ligne du Luxembourg) ainsi que sur quelques express internationaux. Elles assuraient également le service des trains-blocs entre Bruxelles et Anvers.
Les machines qui n’ont pas pu être évacuées en France ou aux Pays-Bas seront remises en service par l’occupant et immatriculées dans la série S 07.
Au lendemain de la guerre, 21 exemplaires sont manquants ou endommagés au-delà de toute réparation. Les 42 exemplaires restants, affectés à Anvers-Sud (où elles remplacèrent les type 8), Berchem, Bruxelles-Nord (puis Schaerbeek après la fermeture du dépôt de Bruxelles-Nord en 1934) et Liège, furent immatriculés en 1931 dans la série 900 à 942. La 905 sera radiée en 1932 à cause d’un accident.
Les machines d'Anvers-Sud remorquent notamment des trains dits « des coloniaux » partant d'Anvers-Sud vers Bruxelles Nord par la ligne des Forts (nl) puis la ligne 25A vers Nekkerspoel.
L’électrification de la Ligne Bruxelles-Anvers en 1935 mettra fin à leur service entre ces deux villes et les machines du dépôt de Berchem sont affectées aux dépôts de Courtrai et Tournai dont elles chassent les type 8.
Jusqu’en 1939, plusieurs exemplaires seront affectés à la traction des trains Pullman Ostende-Cologne et Bruxelles-Calais (Calais-Bruxelles-Pullman-Express).
Après la guerre, chassées des express de première ligne et reléguées aux trains moins rapides, les type 9 sont affectées aux remises de Louvain, Ronet et Landen mais seules celles de Landen ont réellement roulé, principalement sur des trains d’ouvriers en direction de Liège.
En 1946, elles sont ré-immatriculées 9.001 à 9.042, certaines uniquement sur papier car elles avaient subi de graves dommages pendant la guerre. Reléguées aux services moins rapides, elles subissent la concurrence d’autres séries (type 29 et type 31) plus adaptées à ces services que les type 9 qui avaient des roues de presque 2 mètres.
L’arrivée à Landen des cinq type 31 qui venaient d’être reconverties à la chauffe au charbon après une expérience infructueuse de chauffe au fioul, combinée au retour d’Allemagne de locomotives type 64 et à la mutation à Landen de quelques autres type 31 entraîna leur retrait définitif. Toutes les type 9 furent radiées en bloc entre juin et octobre 1951, certaines ne roulaient déjà plus depuis plusieurs années.

## Tenders

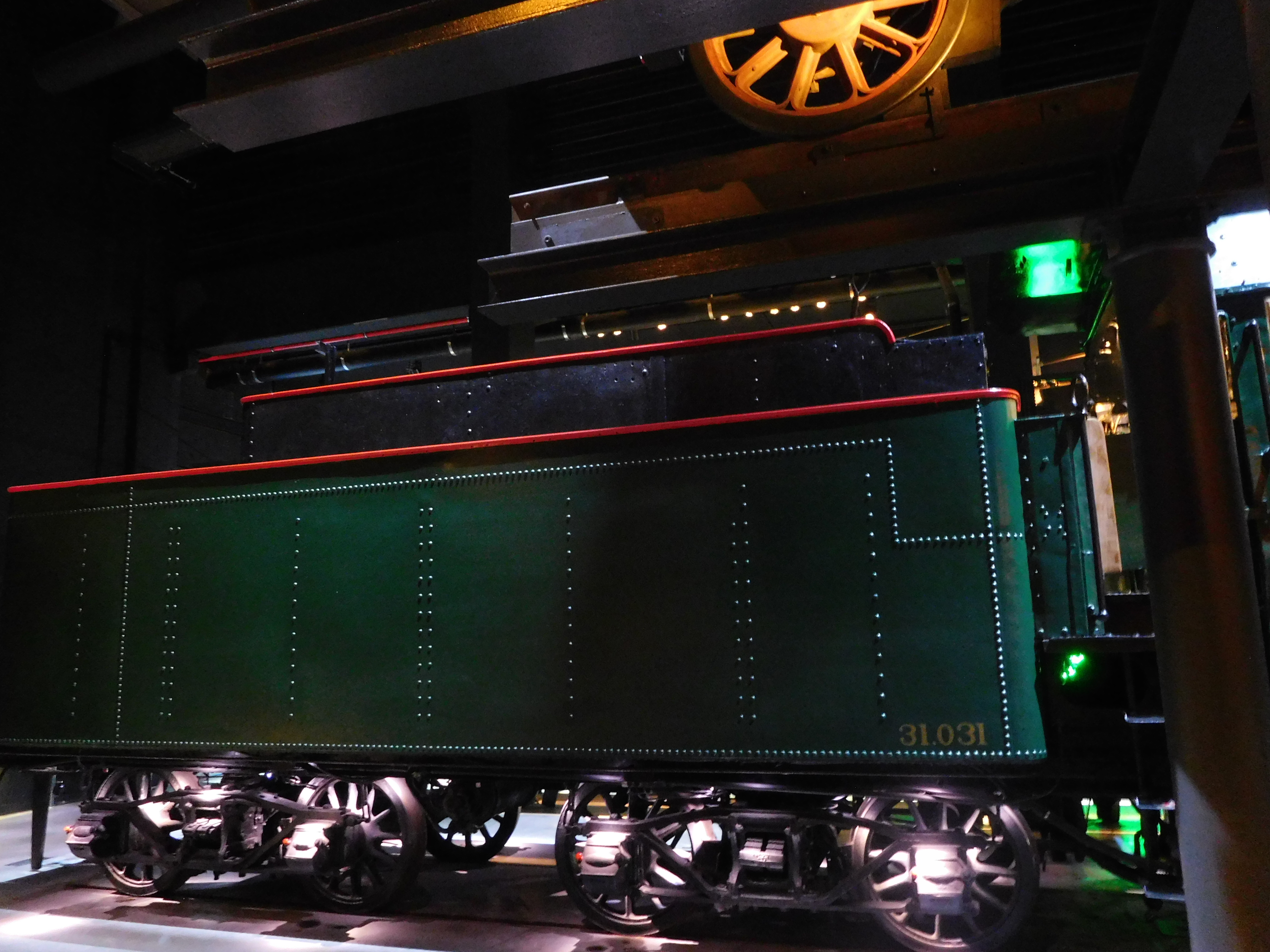
Tender type 38 de la 10.018 exposée à Train World

Pour les deux prototypes, sont commandés à La Brugeoise en 1903 :
- Un tender de 21 m3 identique à celui des Type 35 pour la 3302 au prix de 8449 F ;
- Un tender de 20 m3 de Type 17 pour la 3304 au prix de 7944 F.

Les machines de série seront toutes livrées avec des tenders Type 17 à trois essieux de 20 m3.
Les premières machines sont couplées aux tenders 4001 à 4040 adjugés le 21 novembre 1904 à La Brugeoise au prix de 7964 F.
Un second marché est prix le 8-06-1909 pour les tenders des machines suivantes qui feront partie de l’Exposition universelle de 1910.
- 4040 à 4044, construits par La Brugeoise ;
- 4045, construit par La Meuse ;
- 4046, construit par La Brugeoise.

Pour les machines de l’avant-dernier lot, les tenders 4047 à 4054 sont adjugés à La Brugeoise au prix de 8395 F le 4 septembre 1912, ceux du dernier lot étant adjugés à la Société anonyme des Ateliers Germain le 24 avril 1913.
Après la Première Guerre mondiale, ces tenders de faible capacité sont rapidement remplacés par des tenders type 18 à trois essieux de 24 m3, plus capacitaires au fur et à mesure que de tels tenders, prélevés sur d’autres locomotives, deviennent disponibles.
À partir de 1927, des tenders prussiens à quatre essieux de 31 m3 (classés comme type 38) provenant de locomotives type S10.1, S6, S9 et de quelques P8 sont attribuées à 17 type 9 affectées aux trains de luxe. Tous ces tenders, classés type 38 par les chemins de fer belges seront finalement utilisés par les type 10 lorsque les dernières type 9 à en être équipées seront mises hors service.

## Machines particulières
- La 4045 (future 905) possédait une paire de grands couvre-roues continus comme sur les prototypes 3302 et 3303 et participera aux expositions universelles de 1905 et 1910. Cette machine sera victime d’une impressionnante explosion de chaudière à Weelde en 1932 et fut radiée la même année[1];
- Au moins une machine, numérotée 4050 puis 900, possédait des renforts de châssis faisant saillie à l’avant ;
- Les 900, 902, 906-908, 910, 913-914, 918, 923, 925, 928, 934-935, 937, 940 et 942 ont été munies de tenders d’origine armistice de plus grande capacité.
- La 908 a reçu un échappement Kylchap simple en 1931 ;
- Au moins une machine, la 936, a eu sa chaudière éventrée (bombardement?) pendant le second conflit mondial[2].